# Huguo Xiang
Huguo Xiang (kinesiska: 护国, 护国乡) är en socken i Kina. Den ligger i provinsen Yunnan, i den sydvästra delen av landet, omkring 470 kilometer väster om provinshuvudstaden Kunming. Antalet invånare är 6 181. Befolkningen består av 2 890 kvinnor och 3 291 män. Barn under 15 år utgör 25,0 %, vuxna 15-64 år 67 %, och äldre över 65 år 6,0 %.
Genomsnittlig årsnederbörd är 1 537 millimeter. Den regnigaste månaden är juli, med i genomsnitt 402 mm nederbörd, och den torraste är januari, med 4 mm nederbörd.